# Presidência do Conselho de Ministros
A Presidência do Conselho de Ministros (PCM) é o departamento central do Governo de Portugal. Tem por missão prestar apoio ao Conselho de Ministros, ao primeiro-ministro e aos demais membros do Governo aí organicamente integrados e promover a coordenação interministerial dos diversos departamentos governamentais. A PCM é equiparada a um ministério diretamente chefiado pelo primeiro-ministro, na sua qualidade de presidente do Conselho de Ministros.
Na Presidência do Conselho de Ministros, estão normalmente integrados — quando existem — os vice-primeiros-ministros, os ministros de Estado, os ministros sem pasta e os ministros encarregados de matérias específicas mas que não tutelam nenhum ministério. Tal como os outros departamentos do Governo, a PCM integra também secretários e subsecretários de Estado, uns dependentes dos seus vários ministros e outros diretamente dependentes do primeiro-ministro.

## XXIV Governo Constitucional
De acordo com a Lei Orgânica do XXV Governo Constitucional, a Presidência do Conselho de Ministros integra os seguintes membros do Governo:
- Ministro da Presidência
  - Secretário de Estado da Presidência do Conselho de Ministros
  - Secretário de Estado Adjunto da Presidência
- Ministro da Economia e da Coesão Territorial
  - Secretário de Estado do Planeamento e Desenvolvimento Regional
  - Secretário de Estado da Administração Local e Ordenamento do Território
- Ministro dos Assuntos Parlamentares
  - Secretário de Estado Adjunto e dos Assuntos Parlamentares
  - Secretário de Estado do Desporto
- Ministro das Infraestruturas e Habitação
  - Secretário de Estado das Infraestruturas
  - Secretária de Estado da Mobilidade
  - Secretária de Estado da Habitação
- Ministra da Cultura, Juventude e Desporto
  - Secretária de Estado Adjunta e da Igualdade
  - Secretário de Estado da Modernização e da Digitalização